# Johnny Ryan (dessinateur)
Pour les articles homonymes, voir Ryan et Johnny Ryan.
Johnny Ryan, né le 30 novembre 1970 à Boston, est un auteur dessinateur de bande dessinée américain, vivant à Los Angeles.
Il a notamment dessiné pour Vice magazine.

## Publications
- The comic book holocaust (Humeurs, 2009)[1]
- Prison Pit : Volume 1 (éditions Huber, 2017)[2]
- Johnny Ryan touche le fond (Misma, 2017)[3]
- Prison Pit : Volume 2 (éditions Huber, 2018)[4]
- The Comic Book Holocaust (éditions Huber, 2023)

### Télévision
Co-créateur de la série télévisée animée Cochon Chèvre Banane Criquet diffusée en France sur Nickelodeon.